# Flip Records (jaren vijftig)
Flip Records was een Amerikaans platenlabel uit de jaren vijftig, waarop rhythm & blues en doo-wop uitkwam. Het werd opgericht door Max en Lilian Feirtag, die ook een muziekuitgeverij hadden (Limax Music). Het label was actief van 1954 tot 1963.
Er kwamen platen uit van onder meer The Six Teens, Donald Wood en The Elgins. Richard Berry nam voor het label de oorspronkelijke versie op van "Louie Louie" (1957). Andere artiesten scoorden er later flink mee, maar Berry's single haalde geen hitparadenotering.
In 2000 verkreeg het Britse Ace Records de rechten van de catalogus en sindsdien brengt dit label muziek van Flip Records uit op cd.